# Sophira phlox
Sophira phlox es una especie de insecto del género Sophira de la familia Tephritidae del orden Diptera.

## Historia
Munro la describió científicamente por primera vez en el año 1935.